# Misse o Moje
Misse och Moje var två handdockor föreställande en brun katt och en vit hund i TV-programmet Sveriges magasin. De vikarierade för Drutten och Krokodilen vilka tog en lång semester 1975–1976. Misse och Moje fanns bakom en dörr bredvid pianisten Egon Kjerrman. Som signaturmelodi sjöng djuren "Här kommer Misse och Moje, vi gillar allt som skoj e'. Välkomna hit och hälsa på, i vår lilla vrå för två" när det var dags för barnens del av programmet. När den tecknade filmen skulle börja, sade Moje alltid frasen "Tjong i buljongen, nu rullar vi igång'en!".
En annan visa som förknippas med Misse och Moje hade följande text: "Det är dags att krypa ned i sin egen lilla koj, efter dagens lekar och stoj. Natti Misse, natti Moje, natti natti alla barn."
Evabritt Strandberg och Björn Clarin gjorde rösterna åt de båda dockorna.

## Skivor
Det finns två LP utgivna med Misse och Moje. En med titeln "Misse o Moje" gavs ut 1975 på EMI med katalognummer E 054-35187 (kassett 234-35187). 
Sid 1:
1. Misses o Mojes visa
2. Vår lilla rara familj
3. Hélène-Christine
4. Bakåfelpå
5. Tut, sa tåget
6. Misses o Mojes melodifestival

Sid 2:
1. Tänk vackra tankar
2. Busiga Bill
3. Rosmarinda
4. Tänk vad man kan få till det ändå!
5. Misses o Mojes godnattsaga
6. Natti, natti alla barn

På omslaget står följande personer som medverkande:
Text och musik: Björn Clarin
Ackompanjemang: Egon Kjerrmans orkester med Egon Kjerrman, celesta och piano, Roffe Berg, gitarr, Håkan Berghe, elpiano och moog, Olav Wernersen, bas, Nils-Bertil Dahlander, trummor
Inspelningstekniker: Bo Winberg
Foto: Rolf Ohlsson
Omslag: Håkan Richter
Design dockor: Björn Clarin och Lisskulla Andersson
Produktion: MBC Music, Lerum
Inspelad 20, 23 och 24 februari 1975
En bild på Misse och Moje i en korg pryder omslaget, på baksidan finns en bild på alla de fyra dockorna som utgör familjen: Rosmarinda, Misse, Moje och Frans-Josef.
Uppföljaren "Misse o Moje II" utgavs 1976 (EMI 056-35275).